# Leela Savasta
Leela Savasta (Vancouver, 28 ottobre 1985) è un'attrice e modella canadese.

## Filmografia

### Cinema
- Black Christmas - Un Natale rosso sangue (Black Christmas), regia di Glen Morgan (2006)
- Una spia non basta (This Means War), regia di McG (2012)
- Hastings Street, regia di Andrew Moxham (2013)
- Radio Killer 3 - La corsa continua (Joy Ride 3: Roadkill), regia di Declan O'Brien (2014)

### Televisione
- Supernatural – serie TV, episodi 2x03 (2006)
- Intelligence – serie TV (2007)
- Stargate: Atlantis – serie TV (2006-2008)
- Battlestar Galactica – serie TV (2008-2009)
- I cavalieri di Bloodsteel (Knights of Bloodsteel) – miniserie TV (2009)
- Eureka – serie TV, 4 episodi (2009)
- Cra$h & Burn – serie TV, 13 episodi (2009-2010)
- CSI: Miami – serie TV, 3 episodi (2012)
- Transporter: The Series – serie TV (2012)
- Psych – serie TV (2013)